# Xã West Cherry, Quận Montgomery, Kansas
Xã West Cherry (tiếng Anh: West Cherry Township) là một xã thuộc quận Montgomery, tiểu bang Kansas, Hoa Kỳ. Năm 2010, dân số của xã này là 307 người.